# NGC 775
NGC 775 je galaksija u zviježđu Kemijska peć.

## Vanjske poveznice
- SEDS: NGC 775